# Maximilian Günther
Maximilian Günther, né le 2 juillet 1997 à Oberstdorf, en Allemagne, est un pilote automobile allemand. Il est engagé en championnat du monde de Formule E depuis 2018.

## Biographie

### Premiers pas dans le sport automobile (2011)
Maximilian Günther commence sa carrière en karting, en 2007. Après avoir obtenu un titre national en 2010, il se dirige rapidement vers la monoplace et prend part à la saison de Formula BMW Talent Cup en 2011, à seulement 14 ans. Il se classe 2e du championnat.

### L'ADAC Formel Masters (2013-2014)
En 2013, il signe chez ADAC Berlin-Brandenburg et dispute la saison d'ADAC Formel Masters en Allemagne. Le championnat est dominé par son équipier belge Alessio Picariello et Maximilian Günther ne peut pas faire mieux qu'une 2e place au classement général, avec deux victoires sur l'EuroSpeedway Lausitz, huit pole positions et onze podiums.
L'année suivante, toujours chez ADAC Berlin-Brandenburg, il remporte quatre courses. Il termine de nouveau 2e du championnat, dauphin de Mikkel Jensen.

### La Formule 3 (2015-2017)
Ces bonnes performances convainquent Mücke Motorsport de continuer la collaboration avec Maximilian Günther en championnat d'Europe de Formule 3, où il retrouve Mikkel Jensen dans l'équipe. Sa saison se passe plutôt bien avec plusieurs entrées dans les points, dont un podium à Pau, puis avec sa première victoire sur le Norisring. En fin de saison, il quitte Mücke Motorsport et rejoint Prema Powerteam pour la dernière manche du championnat, en vue de la saison suivante. Il termine 8e du classement des pilotes.
En 2016, il est confirmé par Prema, l'écurie la plus performante du plateau. Son équipier Lance Stroll domine le championnat et Günther ne peut récupérer que quatre victoires, malgré ses sept pole positions. Il termine donc, une nouvelle fois, vice-champion. En fin d'année, il participe au Grand Prix de Macao mais abandonne après quelques tours.
En 2017, toujours avec Prema, il entame sa troisième campagne complète dans la discipline et apparaît comme un candidat sérieux au titre. Il remporte cinq courses, dont deux à Pau, mais doit se contenter de la 3e place finale au championnat. À Macao, il se classe 5e.

### Une seule saison en Formule 2 (2018)
Il signe chez BWT Arden en 2018, pour participer à la saison de Formule 2. Sa saison commence très bien avec un premier podium à Bahreïn, mais ses performances sont ensuite très irrégulières. Il remporte la course sprint de Silverstone mais ne termine pas la saison, remplacé par Dan Ticktum pour la dernière manche d'Abou Dabi. Günther se classe 14e du championnat avec 41 points, plus du double que son équipier Nirei Fukuzumi.
En début d'année, il prend part aux essais de Formule E réservés aux rookies, à Marrakech. Il occupe alors le poste de pilote de réserve chez Dragon Racing.

### Titulaire en Formule E (depuis 2018)
Après sa saison de Formule 2, Maximilian Günther se dirige à temps plein vers la Formule E en décembre 2018, pour prendre part à la saison 2018-2019 avec Geox Dragon. Après trois courses, il est remplacé par l'ancien pilote de Formule 1 Felipe Nasr, puis retrouve son volant à partir du ePrix de Rome, Nasr étant indisponible. Il inscrit ses premiers points à Paris, où il termine 5e, puis obtient le même résultat à Berne. Maximilian Günther se classe 17e du championnat avec vingt points.
En 2019-2020, il passe chez BMW i Andretti Motorsport. Il se montre le plus rapide des trois jours d'essais de pré-saison sur le circuit Ricardo Tormo, puis remporte la troisième course de la saison à Santiago. Günther devient alors le plus jeune vainqueur de l'histoire de la Formule E. Il remporte une nouvelle course à Berlin mais son grand manque de régularité (deux victoires, une deuxième place et aucune autre arrivée dans les points) ne lui permet pas de finir plus haut que la 9e place finale.
Pour la saison 2020-2021 qui sera sa 3e saison en Formule E, il restera titulaire chez BMWi Andretti Motorsport aux côtés du Britannique Jake Dennis qui fera ses débuts en Formule E. Sa saison est compliquée et irrégulière. Il est largement dominé par son coéquipier qui jouera le titre lors de la dernière course à Berlin en août 2021 et terminera 3e du Championnat du monde avec 2 victoires à Valence et Londres. Maximilian Gunther terminera lui 16e du Championnat du monde avec 66 points et 1 seule victoire à New York en Course 1. En 2022, il est titularisé aux côtés de Sebastien Buemi chez Nissan e.Dams pour remplacer Oliver Rowland parti chez Mahindra.
En 2022, il est titularisé chez Nissan e.dams aux côtés de Sebastien Buemi pour sa 4e saison en Formule E laissant la place à Oliver Askew chez Andretti.

## Carrière

### Résultats en monoplace
| Saison    | Championnat                       | Écurie                           | Courses | Victoires | Pole positions | Meilleurs tours | Podiums | Points | Classement |
| --------- | --------------------------------- | -------------------------------- | ------- | --------- | -------------- | --------------- | ------- | ------ | ---------- |
| 2013      | ADAC Formel Masters               | ADAC Berlin-Brandenburg e.V.     | 24      | 2         | 8              | 2               | 11      | 240    | 2e         |
| 2014      | ADAC Formel Masters               | ADAC Berlin-Brandenburg e.V.     | 24      | 4         | 5              | 4               | 10      | 262    | 2e         |
| 2015      | Championnat d'Europe de Formule 3 | Mücke Motorsport Prema Powerteam | 30      | 1         | 0              | 0               | 2       | 150    | 8e         |
| 2016      | Championnat d'Europe de Formule 3 | Prema Powerteam                  | 30      | 4         | 7              | 4               | 13      | 320    | 2e         |
| 2017      | Championnat d'Europe de Formule 3 | Prema Powerteam                  | 30      | 5         | 3              | 2               | 16      | 383    | 3e         |
| 2018      | Formule 2                         | BWT Arden                        | 22      | 1         | 0              | 0               | 2       | 41     | 14e        |
| 2018-2019 | Formule E                         | Geox Dragon                      | 10      | 0         | 0              | 0               | 0       | 20     | 17e        |
| 2019-2020 | Formule E                         | BMW i Andretti Motorsport        | 11      | 2         | 0              | 0               | 2       | 69     | 9e         |
| 2020-2021 | Formule E                         | BMW i Andretti Motorsport        | 15      | 1         | 0              | 0               | 1       | 66     | 16e        |
| 2021-2022 | Formule E                         | Nissan e.Dams                    | 16      | 0         | 0              | 0               | 0       | 6      | 19e        |
| 2022-2023 | Formule E                         | Maserati MSG Racing              | 11      | 1         | 2              | 0               | 3       | 70     | 7e         |